# Brachyteles
Se les denomina muriquís o monos araña lanudos a los primates platirrinos pertenecientes al género Brachyteles. Están estrechamente relacionados con los monos araña y a los monos lanudos. Son las dos especies más grandes de platirrinos, y la especie norteña es una de las más amenazadas. Solo se encuentran en los bosques de la costa atlántica en el sudeste de Brasil a altitudes que van desde el nivel del mar a los 1500 m s. n. m.

## Taxonomía
Se reconocen dos especies en el género, el muriquí sureño (Brachyteles arachnoides) y el muriquí norteño (Brachyteles hypoxanthus). El nombre muriqui viene de una palabra Tupí que significa aproximadamente 'el mono más grande'. Inicialmente se consideraron como subespecies de Brachyteles, B. a. arachnoides y B. a. hypoxanthus, pero fueron elevadas a la categoría de especie en 1995 basado en su distribución geográfica y diferencias morfológicas. Las dos especies se encuentran aisladas y la reproducción no es factible entre ellas.

## Descripción
El color de las dos especies varía de gris a amarillo-marrón y el pelaje cubre todo el cuerpo a excepción de la cara. Morfológicamente se pueden distinguir porque B. hypoxanthus tiene la cara negra mientras la de B. arachnoides es negra con moteado rosado. La dentadura también difiere especialmente en los caninos que son más largos en los machos de los muriquis del sur. Otra diferencia es la presencia de pulgar oponible rudimetario en la especie sureña del muriquí, mientras en la del norte se encuentra ausente por completo. Las dos especies poseen cola prensil usada para la locomoción y para suspenderse.
Ambas especies son las más grandes entre los monos del Nuevo Mundo (platirrinos). No existe dimorfismo sexual sustancial en ambas especies, con un peso promedio de 9,6 kg en los machos y de 8,4 kg en las hembras. La distancia entre la cabeza y la base de la cola es de 48.6 cm en las hembras y 49 cm en los machos.
Los muriquís son folívoros, pero también comen cantidades significativas de fruta y flores en la temporada lluviosa, así como corteza, bambú, néctar, polen, y semillas.
Como es normal en muchos platirrinos, los machos son filopátricos y las hembras tienden a irse hacia otros grupos en su adolescencia, alrededor de los 5-7 años, hasta que alcanzan la madurez a los 11 años. En promedio, los machos alcanzan la madurez en la mitad de este tiempo. Los grupos observados tienen entre 8 y 43 miembros, y tienen tanto machos como hembras. Los muriquís son polígamos, y, a diferencia de otros primates, los machos pasan largos períodos de tiempo juntos sin encuentros agresivos significativos. Tampoco son territoriales.

## Conservación
Las dos especies es encuentran amenazadas, siendo el muriquí del norte la especie que lleva la peor parte y se cataloga como especie en peligro crítico de extinción en la Lista Roja de la UICN, a raíz de la destrucción y fragmentación de su hábitat, la caza, y el aislamiento genético de sus poblaciones. La población silvestre se estimó en solo 855 ejemplares en el año 2005.